# Жалтырколь (озеро, Есильский район)
Жалтырколь (каз. Жалтыркөл) — озеро в Есильском районе Северо-Казахстанской области Казахстана. Находится в 14 км к юго-востоку от села Николаевка. В 1 км к юго-востоку от села Ондирис и 2 км к северу от села Черуновки.
По данным топографической съёмки 1940-х годов, площадь поверхности озера составляет 8,82 км². Наибольшая длина озера — 3,7 км, наибольшая ширина — 3,2 км. Длина береговой линии составляет 10,9 км, развитие береговой линии — 1,02. Озеро расположено на высоте 159,5 м над уровнем моря.